# فرودگاه شتکوا کانتی-جیمزتاون
فرودگاه شتکوا کانتی-جیمز تاون (به انگلیسی: Chautauqua County-Jamestown Airport) یک فرودگاه همگانی با کد یاتا JHW است که یک باند فرود آسفالت دارد و طول باند آن ۱۶۱۵ متر است. این فرودگاه در کشور ایالات متحده آمریکا قرار دارد .